# Antonio Cabrini
Antonio Cabrini (* 8. Oktober 1957 in Cremona) ist ein ehemaliger italienischer Fußballspieler und ‑trainer.

## Karriere
Antonio Cabrini war einer der weltbesten Außenverteidiger der 1980er Jahre. Er begann seine Karriere als 16-Jähriger 1973 bei US Cremonese und wechselte 1975 mit seinem ersten Profivertrag zu Atalanta Bergamo. Ein Jahr später erhielt er einen Vertrag bei Juventus Turin. Mit der alten Dame Juve errang er zahlreiche italienische Meisterschaften und Pokalsiege. Er wurde 1985 Europapokalsieger der Landesmeister und spielte in Turin bis 1989, um dann beim FC Bologna bis 1991 seine Karriere ausklingen zu lassen.
Mit der italienischen Nationalmannschaft nahm er an drei Fußball-Weltmeisterschaften und einer Fußball-Europameisterschaft teil: Fußball-Weltmeisterschaft 1978 in Argentinien, Fußball-Europameisterschaft 1980 in Italien, Fußball-Weltmeisterschaft 1982 in Spanien, Fußball-Weltmeisterschaft 1986 in Mexiko.
Sein erstes Länderspiel bestritt er bei der WM 1978 gegen Argentinien als linker Verteidiger im dritten Vorrundenspiel, das Italien mit 1:0 gewann. Seitdem war Cabrini für zehn Jahre Stammspieler und galt als eine der größten Entdeckungen der WM 1978. Sein größter Triumph war die Teilnahme am Finale der WM 1982 in Madrid gegen Deutschland, wo er mit seiner Mannschaft die Deutschen 3:1 bezwang und Fußballweltmeister wurde. Cabrini verschoss im Finale in der Mitte der ersten Halbzeit beim Stand von 0:0 einen Strafstoß.
Seit Mai 2012 trainierte er die italienische Fußballnationalmannschaft der Frauen. Nachdem die Italienerinnen bei der EM 2017 in der Gruppenphase gescheitert waren, beendete er seine Tätigkeit als Nationaltrainer der Frauenmannschaft.
2009 hatte sich Cabrini der politischen Bewegung Italia dei Valori, einer sozialliberalen Partei aus der Anti-Korruptionsbewegung, die dem politischen Mitte-links-Spektrum zugerechnet wird, angeschlossen.

## Erfolge
- Weltmeister: 1982
- Italienische Meisterschaft: 1976/77, 1977/78, 1980/81, 1981/82, 1983/84, 1985/86
- Coppa Italia: 1978/79, 1982/83
- UEFA-Pokal: 1976/77
- Europapokal der Pokalsieger: 1983/84
- UEFA Super Cup 1984
- Europapokal der Landesmeister: 1984/85
- Weltpokalsieger: 1985